# گووژجانه
گووژجانه (به لاتین: Gwoździany) یک روستا در لهستان است که در گمینا پاوونکوو واقع شده‌است.